# VIVA! (アルバム)
『VIVA!』（ビバ!）は、CASCADEのメジャーデビューアルバム。1995年11月22日にビクターエンタテインメントより発売された。

## 概要
収録曲（リミックス曲を除く）は全て3分以下の楽曲で構成されている。
初回盤のみスリーブケース仕様となっている。

## 収録曲
1. デトロイド 〈インスト〉
作曲：Masashi・Hiroshi・Makkõ、編曲：CASCADE
2. アナログ少年
作詞・作曲：Masashi、編曲：CASCADE
ベストアルバム『ピアザ』、『VIVA NICE BEST』にも収録された。
3. Kill Me Stop
作詞：Tama、作曲：Masashi、編曲：CASCADE
ベストアルバム『ピアザ』、『VIVA NICE BEST』、再結成後に発売されたアルバム『VIVO』にも収録された。
4. いるかな
作詞：Tama・Masashi、作曲：Masashi、編曲：CASCADE
5. しゃかりき マセラー
作詞・作曲：Masashi、編曲：CASCADE
ベストアルバム『VIVA NICE BEST』にも収録された。
6. かくされたメッセージ
作詞・作曲：Masashi、編曲：CASCADE
7. VIVA NICE TASTE
作詞・作曲：Masashi、編曲：CASCADE
ベストアルバム『VIVA NICE BEST』にも収録された。
8. Kill Me Stop (LIQUID METAL MONSTER REMIX)
作詞：Tama、作曲：Masashi、編曲：ALAN D.・OLDHAM
曲が終了した7分後にシークレットトラックとして、次作『beautiful human life』に収録されている「ぼくのうち」が40秒間だけ流れる。